# Titer
Titer  ( amerikansk engelska ) eller titre ( brittisk engelska ) är mängden eller koncentrationen av en substans i en lösning. Titertestning använder seriell utspädning för att erhålla ungefärlig kvantitativ information från en analytisk procedur som i sig bara utvärderas som positiv eller negativ. Titern motsvarar den högsta utspädningsfaktorn som fortfarande ger en positiv avläsning. Till exempel översätts positiva avläsningar i de första 8 seriella, tvåfaldiga utspädningarna till en titer på 1:256 (det vill säga 2−8). Titrar uttrycks ibland endast med nämnaren, då till exempel 1:256 skrivs 256. 
Termen har också två andra, motstridiga betydelser. Vid titrering är titern förhållandet mellan faktisk och nominell koncentration av en titrering, till exempel skulle en titer på 0,5 kräva 1/0,5 = 2 gånger mer titrering än nominell. Detta för att kompensera för eventuell nedbrytning av titrantlösningen. För det andra, inom textilteknik är titer också en synonym för linjär densitet.
I medicinska sammanhang åsyftas vanligtvis mängden läkemedel eller antikroppar i en persons blod.

## Etymologi
Titer har samma ursprung som ordet "titel", från det franska ordet titre, som betyder "titel" men syftar på den dokumenterade renheten hos ett ämne, ofta guld eller silver. Detta kommer från det latinska ordet titulus, som också betyder "titel".

## Exempel

### Antikroppstiter
En antikroppstiter är ett mått på hur mycket antikropp en organism har producerat som känner igen en viss epitop. Det uttrycks konventionellt som inversen av den största utspädningsnivån som fortfarande ger ett positivt resultat på något test. ELISA är ett vanligt sätt att bestämma antikroppstitrar. Till exempel upptäcker det indirekta Coombs-testet närvaron av anti-Rh-antikroppar i en gravid kvinnas blodserum. En patient kan rapporteras ha en "indirekt Coombs-titer" på 16. Detta betyder att patientens serum ger ett positivt indirekt Coombs-test vid valfri spädning ned till 1/16 (1 del serum till 15 delar spädningsmedel). Vid större utspädningar är det indirekta Coombs-testet negativt. Om samma patient några veckor senare hade en indirekt Coombs-titer på 32 (1/32 spädning vilket är 1 del serum till 31 delar spädningsmedel), skulle detta betyda att hon tillverkade mer anti-Rh-antikropp, eftersom det krävde en större utspädning att avskaffa det positiva testet.
Många traditionella serologiska tester som hemagglutination eller komplementfixering använder denna princip. Sådana tester kan vanligtvis läsas visuellt, vilket gör dem snabba, kostnadseffektiva och kan användas i en mängd olika laboratoriemiljöer. Tolkningen av eventuella serologiska titerresultat styrs av referensvärden som är specifika för antigenet eller antikroppen i fråga, så en titer på 1:32 kan vara under gränsvärdet för ett test men över för ett annat.

### Andra exempel
En viral titer är den lägsta koncentrationen av ett virus som fortfarande kan infektera celler. För att bestämma titern bereds flera utspädningar, som 10−1, 10−2, 10−3, ... 10−8. 
Titern för ett fett är temperaturen, i grader Celsius, vid vilken det stelnar. Ju högre titer, desto hårdare fett. Denna titer används för att avgöra om ett animaliskt fett anses vara talg (titer högre än 40 °C) eller ett fett (titer under 40 °C).